# Osmia conjunctoides
Osmia conjunctoides är ett solitärt (icke samhällsbildande) bi i familjen buksamlarbin som förekommer i sydöstra USA.

## Beskrivning
Arten är vanligtvis mörkblå; hanar från västra delen av utbredningsområdet är dock blågröna. Hos alla buksamlarbin har honan en scopa, en hårborste på buken avsedd för polleninsamlingen. Men hos denna art (samt släktingen Osmia calaminthae) är ansiktsbehåringen hos honan modifierad, med korta, upprättstående hår som utgör det egentliga verktyget för polleninsamling. Kroppslängden är 8 till 9 millimeter.

## Utbredning
Arten förekommer från Mississippi och Georgia i norr söderut till Florida.

## Ekologi
Inte mycket är känt om Osmia conjunctoides, och endast en fältobservation har gjorts rörande dess val av värdväxter. Ärtväxterna Crotalaria pumila och Crotalaria rotundifolia, båda i släktet sunnhampor, har dock föreslagits som tänkbara värdväxter. Beträffande habitat har enstaka observationer gjorts på sanddyner. På grund av det osäkra kunskapsläget är artens bevarandestatus inte heller känd. Rightmyer et al. betraktar den dock som en "möjligt hotad art" ("potentially [...] endangered species"). Som alla murarbin är arten solitär.